# Brian Griffin
(Esclamazione tipica di Brian)
Brian Griffin è un personaggio immaginario appartenente a I Griffin, serie televisiva animata creata da Seth MacFarlane nella quale è il cane di famiglia. Il suo personaggio (così come quello di Peter) è basato sui cortometraggi di Larry e Steve, prodotti dall'autore prima della creazione della serie. Nella versione italiana la voce del personaggio è di Leslie La Penna, dal quale viene la corretta pronuncia inglese di Brian, essendo il doppiatore di origini anglosassoni. Nella versione originale la voce è del creatore della serie stessa, Seth MacFarlane, il quale doppia tale personaggio con il suo normale timbro vocale.

## Biografia
Brian è nato il 5 Dicembre ad Austin, in Texas: i suoi genitori sono Cacao - che morirà investito da un camion - e Biscottina. In più di una puntata mostra atteggiamenti razzisti nei confronti della gente di colore abbaiandogli contro irrefrenabilmente, salvo poi scusarsi sentitamente e dare la colpa di tale comportamento ai geni ereditati dal padre. Allontanato da sua madre in tenerissima età, si riconcilierà con lei quando insieme a Stewie si recherà a trovarla, nonostante scoprirà sia morta da tempo. Successivamente si trasferisce nel Rhode Island dove frequenta la Brown University, anche se non conseguirà la laurea, cosa che gli impedirà di lavorare presso il giornale The New Yorker. Dopo una vita come senzatetto, un giorno Brian viene trovato per strada da Peter che lo accoglie nella sua famiglia, dove subito viene accettato con calore, tranne che dal piccolo Stewie, con cui non mancherà di scontrarsi, anche se diventerà poi suo amico inseparabile.

## Personalità e caratteristiche
La sua più evidente particolarità è la sua capacità di parlare, di cui nessun personaggio umano si stupisce. Brian è il migliore amico di Peter, malgrado sia parecchio più intelligente di lui e molto spesso gli faccia da inascoltata voce della ragione, e per molto tempo è stato l'unico personaggio del cartone animato che riusciva a capire Stewie ogni volta che parlava. Solitamente è gentile e ben educato, tranne quando cede ai suoi forti problemi di alcolismo: Brian, infatti, ha un'eccessiva passione per gli alcolici - in particolare per il Martini - ed è spesso disegnato con tale aperitivo in mano; inoltre, consuma occasionalmente sostanze stupefacenti - soprattutto marijuana, alla cui legalizzazione si dichiara più volte favorevole. Ha un pungente senso dell'ironia.
Nelle prime stagioni la comicità di questo personaggio scaturisce quando si mostra più maturo e più umano di molti degli esseri effettivamente umani che lo circondano, primo tra tutti il suo migliore amico Peter. La sua intelligenza si esplica non solo nella parola: Brian mostra spesso dei gusti artistici piuttosto "sofisticati" - come la passione per la lirica - ed esibisce a volte velleità canore, recitative o musicali che, se fosse umano, lo collocherebbero sicuramente tra gli "intellettuali". Altre occasioni comiche sono offerte dal contrasto tra il suo profilo educato e sofisticato e la sua condizione naturale di cane. Per fare un esempio, la tentazione irresistibile di annusare l'ano degli altri cani al parco lo porta alla disapprovazione generale degli esseri umani, suoi abituali compagni di conversazione. Ancora, egli non può evitare di seguire la propria natura di cane texano (così come vorrebbe lo stereotipo dell'abitante del Texas) ringhiando contro le persone di colore, ma poi corre subito ai ripari, scusandosi, imbarazzato, per evitare di essere scambiato per un razzista. È un sostenitore del Partito Democratico (in una puntata afferma di essere un elettore di Dennis Kucinich) e manifesta in più occasioni un forte disprezzo per i conservatori. Nonostante questo, nel diciassettesimo episodio dell'ottava stagione, Brian & Stewie, afferma, da ubriaco, di avere votato per il repubblicano John McCain alle elezioni presidenziali statunitensi del 2008. Brian è il personaggio più progressista della serie e in più di un'occasione combatte il bigottismo e il perbenismo sponsorizzando campagne scomode quali la legalizzazione delle droghe leggere o i matrimoni omosessuali. Ha forti velleità letterarie, e spesso si cimenta nella scrittura di romanzi, articoli di giornale o sceneggiature televisive.
Stagione dopo stagione, il profilo intellettuale del cane subisce tuttavia varie modifiche: sempre più spesso Brian, invece di un individuo raffinato e colto si rivela superficiale, falso e non molto brillante. In un episodio durante il quale trascorre del tempo con Chris quest'ultimo rimane molto deluso dal cane: Brian, infatti, dimostra di fingersi un intellettuale solo per rimorchiare. La cultura, quindi, si rivela per Brian soltanto uno degli espedienti ai quali ricorre per i suoi corteggiamenti. Diventa molto vanesio: in più occasioni si finge appassionato delle attività che piacciono alle donne di cui si invaghisce di volta in volta, spacciandosi per un appassionato di corsa, fingendo di interessarsi ai bambini malati di cancro, millantando di essere un professore e giungendo perfino a sostenere di essere amico di Barack Obama. Questi atteggiamenti ipocriti del personaggio vengono spesso evidenziati dalla sua frequentazione con Stewie, con cui si accompagna sempre più frequentemente con il procedere della serie, con Stewie che tarpa le ali a Brian quando assume degli atteggiamenti pomposi o, altrettante volte, quando essi si rivoltano da soli contro il cane. Il ruolo di Brian con il bambino risulta quindi invertito rispetto a quello con Peter: in questo nuovo duo è Brian, nonostante sia l'adulto, ad essere chiaramente meno intelligente, il più prono a mettersi nei guai con la propria arroganza e ad aver bisogno spesso di essere salvato dal precoce bambino che, pur presentando anche lui, a volte, idiosincrasie date dalla sua natura di lattante, alla fine deve riportare il cane con i piedi per terra, senza trattenersi poi dal rimproverarlo. Esempio eclatante è quando Stewie introduce Brian all'investimento di risorse a Wall Street: dopo essersi divertiti con i loro primi guadagni, ai due è proposto un modo facile di fare soldi mediante un'azienda che si rivela utilizzare illegalmente i cani come fonte di carne; Stewie decide subito di lasciar perdere mentre Brian, desideroso di fare soldi, rifiuta di andarsene, finendo per questo scambiato per uno dei cani imprigionati e rischiando di finire al macello. Alla fine Stewie riesce a salvarlo, ma quando il cane prova a giustificarsi dando la colpa agli effetti del denaro, accusando Wall Street di averlo corrotto, il bambino replica che piuttosto è stata l'arroganza di Brian ad inguaiarlo, dato che Stewie è stato a Wall Street più di lui ed è stato in grado di capire quando fermarsi.
Ha un debole per Lois, la moglie di Peter: in un episodio se ne innamora, ma poi capisce che il suo amore per lei non può essere corrisposto. In un altro episodio, Peter è protagonista di un naufragio alla Cast Away e Brian riesce a convolare a nozze con Lois, benché i due divorzino al termine dell'episodio senza, inoltre, aver mai consumato la loro unione. Brian riuscirà a fare sesso con Lois in Lo scambio quando, grazie a un'invenzione di Stewie, entrerà nel corpo di Peter, ma dalla reazione della donna, dopo aver finito, evince che Brian non sia affatto riuscito a soddisfarla, per quanto la cosa non lo tocchi minimamente. Nella quinta stagione ha una relazione con Jillian, una ragazza completamente idiota, modella bulimica che cerca di lasciare più volte, sebbene ceda sempre al fascino sensuale della giovane donna. Alla fine, lei lo lascia per mettersi con Adam West. Nel corso della serie Brian ha molte altre relazioni, quasi tutte finite male. In molti casi ciò avviene a causa dei cattivi consigli datigli da Stewie, che insiste costantemente nel curiosare nei suoi rapporti; altre volte, però, ciò è dovuto alla sua insicurezza e alla sua ipocrisia.
Brian non va d'accordo col vicino Glenn Quagmire, che lo considera uno snob ipocrita, e anche perché in una puntata Brian ha un rapporto sessuale con il padre transessuale di Quagmire. Tuttavia, prima che i creatori della serie riscrivessero l'atteggiamento di Quagmire verso Brian, i due andavano d'accordo. Le ragioni per cui Quagmire odia Brian sono tante, molte delle quali vengono definite dallo stesso Quagmire nell'episodio dell'ottava stagione Amico Nero Cercasi: Quagmire detesta il fatto che Brian proponga delle avances alla moglie del suo migliore amico, che l'ha portato a casa sua e accudito; trova inoltre odioso il fatto che spesso si comporti da avaro e il fatto che, pur palesando atteggiamenti sofisticati, esca con donne rozze o poco raffinate. Quagmire trova anche fastidioso il fatto che, benché Brian si definisca un liberale, promuova la legalizzazione delle droghe e ammetta che la globalizzazione sia la rovina dell'umanità, in realtà non faccia nulla per cercare di cambiare le cose e inoltre ritenga, essendo ateo, di poter giudicare coloro che professano una religione, invece che rispettarli. Col proseguire della serie, il rapporto tra i due peggiorerà ulteriormente: in Brian il professionista, dopo essersi rifatto i denti grazie al generoso intervento di Quagmire, Brian diventa agente immobiliare e convince Quagmire a comprare un appartamento fatiscente, spacciandoglielo per un residence lussuoso in riva al mare. Al termine della vicenda Brian riesce a truffarlo ma Quagmire lo colpisce con una lampada della stanza rompendogli nuovamente tutti i denti.
Nel film La storia segreta di Stewie Griffin si viene a sapere che nel futuro morirà dopo aver mangiato del cioccolato trovato nella spazzatura. A seguito di questa ed altre rivelazioni, però, la linea del tempo sarà modificata da Stewie.
Brian muore investito da un'auto nell'episodio della dodicesima stagione La vita di Brian, mentre stava giocando con Stewie per la strada. Le sue ultime parole, rivolte alla famiglia Griffin, sono: "Voi...mi avete regalato una vita meravigliosa. Vi voglio bene". La famiglia Griffin soffre molto per la sua scomparsa e Lois propone di prendere un altro cane, nonostante il forte scetticismo manifestato da Stewie, ancora molto legato all'amico scomparso. Peter sceglie Vinny, un cane italo-americano della stessa stazza di Brian, dotato della medesima abilità di dialogo. Nell'episodio natalizio Il primo natale senza Brian, Stewie incontra un se stesso del passato in un centro commerciale e grazie a Vinny riesce a recuperare la macchina del tempo: torna così al momento dell'incidente e salva Brian un attimo prima che la macchina lo travolga. A causa della scomparsa della linea temporale di Vinny, lo Stewie della vecchia linea temporale racconterà tutto a Brian (omettendo che hanno preso un nuovo cane). Brian, consapevole che Stewie lo abbia riportato in vita, gli dichiarerà la sua eterna riconoscenza.
Per un ciclo di tre episodi (La D nell'appartamento 23, Peter e l'orso e I crimini e il comportamento di Meg) Brian sarà costretto a lasciare la casa dei Griffin, dato che tutta la comunità si era scagliata contro di loro per via di un tweet di Brian scambiato per un'offesa razzista; la sua stessa famiglia lo esorterà a lasciare casa e lui si trasferirà in un modesto appartamento lavorando per un breve periodo in un call center, ma poi si riscatterà agli occhi della società quando lui e Stewie faranno arrestare il preside Shepherd che rubava cibo dalla mensa del liceo, e potrà tornare finalmente a casa dei Griffin.
Nei primi due episodi della diciassettesima stagione, si sposa con una ragazza, Jess Schlotz, malata terminale di cancro. Dopo la cerimonia, Jess guarisce a sorpresa dalla malattia, e cambia incredibilmente il suo aspetto, abbuffandosi fino a diventare grassa. Brian non riesce ad uscire da questa situazione, fino a quando crede di averla fatta franca quando Jess muore soffocata, ma a sorpresa questi resuscita durante il discorso al suo funerale. Il tempo passa, e Brian prende le brutte abitudini della moglie e rischiando per questo di essere soppresso, fino a che alla fine, senza alcuna spiegazione, Jess muore nuovamente, nella pausa pubblicitaria tra una parte e l'altra, salvando il cane dalla sua storia matrimoniale e tornando a casa con i Griffin.
Nella diciannovesima stagione, nell'episodio Chi è Brian ora?, si scopre che prima di essere portato da Peter a casa Griffin, venne adottato dalla famiglia Henderson, più abbiente dei suoi attuali padroni, ma alla fine decide di tornare dai Griffin, in quanto i precedenti padroni non gli davano l'affetto necessario.